# Jánoshida, Jász-Nagykun-Szolnok
Jánoshida  este un sat în districtul Jászapát, județul Jász-Nagykun-Szolnok, Ungaria, având o populație de 2.570 de locuitori (2011). 

## Demografie
Componența etnică a satului Jánoshida
     Maghiari (86,63%)
     Romi (12,77%)
     Necunoscut (0,12%)
     Alții (0,48%)
Componența confesională a satului Jánoshida
     Fără religie (14,51%)
     Reformați (2,22%)
     Necunoscută (82,96%)
     Atei (0,31%)
     Alte religii (0,58%)
Conform recensământului din 2011, satul Jánoshida avea 2.570 de locuitori. Din punct de vedere etnic, majoritatea locuitorilor (86,63%) erau maghiari, cu o minoritate de romi (12,77%). Apartenența etnică nu este cunoscută în cazul a 0,12% din locuitori. Nu există o religie majoritară, locuitorii fiind persoane fără religie (14,51%) și reformați (2,22%). Pentru 82,96% din locuitori nu este cunoscută apartenența confesională.